# Misumenoides vulneratus
Misumenoides vulneratus es una especie de araña del género Misumenoides, familia Thomisidae.

## Distribución
Esta especie se encuentra en Brasil.